# Academia Platónica de Florença
Nota: se você procura a academia fundada por Platão consulte Academia de Platão
A Accademia Platonica, também conhecida como Academia Neoplatônica Florentina foi o nome assumido por um grupo de intelectuais humanistas reunido em Florença no século XV em torno de Marsilio Ficino, e patrocinado por Cosimo de' Medici. Nunca se estruturou formalmente, mas eles se consideravam sucessores da Academia de Platão da Grécia Antiga. Entre seus membros se contam Angelo Poliziano, Cristoforo Landino, Pico della Mirandola e Gentile de Becchi, que se dedicaram à tradução e estudo de textos clássicos.